# Fort Pierre
Fort Pierre est une ville de l’État américain du Dakota du Sud, située dans le comté de Stanley, dont elle est le siège. La ville est située sur la rive ouest de la rivière Missouri en vis-à-vis de la ville de Pierre, capitale de l'État, près de la confluence avec son affluent Bad River.

## Histoire

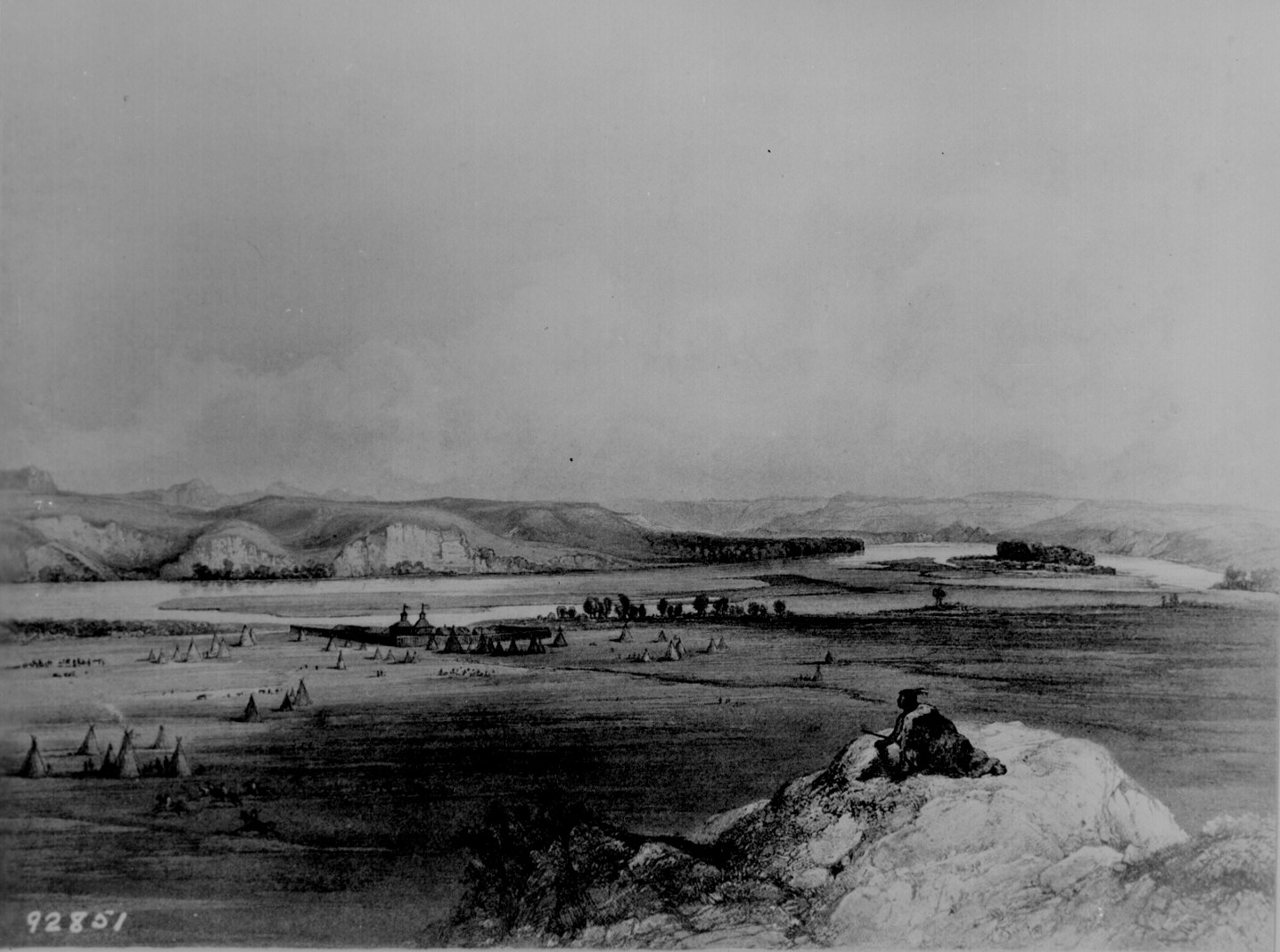
Fort Pierre et la prairie environnante en 1832-1834, par Karl Bodmer.

La ville fut fondée par Pierre Cadet Chouteau, négociant de fourrure, en 1832.
En 1885, la localité devient un poste militaire.
La région avait déjà été visité par Pierre Gaultier de Varennes et de La Vérendrye au XVIIIe siècle. Un site archéologique, le site de La Vérendrye, présente la fameuse plaque de plomb gravée par La Vérendrye en 1741, lors d'une de ses expéditions exploratoires.
Fort Pierre est située près de l’emplacement où l’expédition Lewis et Clark a rencontré les Teton Sioux.

## Démographie
| 1880 | 1890 | 1900 | 1910 | 1920 | 1930 |
| ---- | ---- | ---- | ---- | ---- | ---- |
| 287  | 360  | 395  | 792  | 805  | 683  |

| 1940 | 1950 | 1960  | 1970  | 1980  | 1990  |
| ---- | ---- | ----- | ----- | ----- | ----- |
| 764  | 951  | 2 649 | 1 448 | 1 789 | 1 854 |

| 2000  | 2010  | - | - | - | - |
| ----- | ----- | - | - | - | - |
| 1 991 | 2 078 | - | - | - | - |

Selon le recensement de 2010, sa population est de 2 078 habitants. La municipalité s'étend sur 3,15 milles carrés (8,16 km2).